# Jan Zrajko
Jan Mieczysław Zrajko (ur. 4 czerwca 1945 w Korzeńcu, zm. 30 sierpnia 2020 w Przemyślu) – polski przedsiębiorca, działacz opozycji antykomunistycznej, działacz na rzecz diabetyków.

## Życiorys
Syn Józefa i Marii Zrajko. Jego ojciec był żołnierzem 5 Pułku Strzelców Podhalańskich oraz Armii Krajowej, a po II wojnie światowej członkiem mikołajczykowskiego PSL. 
W 1967 ukończył Technikum Mechaniczno-Elektryczne w Przemyślu, a następnie w 1973 Studium Nauczycielskie w Gliwicach. W latach 1969–1979 był nauczycielem zawodu w Ośrodku Szkolno–Wychowawczym dla Dzieci Głuchych w Przemyślu. W latach 1979–2003 prowadził działalność gospodarczą w branży tworzyw sztucznych.
Od 1980 współorganizator struktur Solidarności rzemieślników w województwie przemyskim. Od 1981 zaangażowany w działalność NSZZ Indywidualnego Rzemiosła „Solidarność”, gdzie pełnił m.in. funkcję przewodniczącego Tymczasowej Krajowej Komisji Koordynacyjnej (odpowiednik zarządu). Po wprowadzeniu stanu wojennego był członkiem założycielem Tymczasowej Komisji Koordynacyjnej Regionu Południowo–Wschodniego "Solidarności" oraz Komitetu Pomocy Internowanym i Uwięzionym w Przemyślu. Blisko współpracował ze środowiskiem opozycyjnym skupionym przy kościele św. Trójcy. W latach 80. był rozpracowywany przez SB za działalność prosolidarnościową.
Angażował się w działalność Polskiego Stowarzyszenia Diabetyków, w którym pełnił funkcje skarbnika zarządu głównego, członka głównej komisji rewizyjnej i prezesa oddziału rejonowego w Przemyślu.

## Odznaczenia
Odznaczony Krzyżami Zasługi: złotym (2018) i srebrnym (2013). Rada Powiatu Przemyskiego uhonorowała go Odznaką Honorową „Zasłużony dla Powiatu Przemyskiego” (2017).